# Ray Rennahan
Ray Rennahan (Las Vegas, 1 de maio de 1896 — Tarzana, 19 de maio de 1980) é um diretor de fotografia estadunidense. Venceu o Oscar de melhor fotografia na edição de 1940 por Gone with the Wind e na edição de 1941 pelo filme Blood and Sand.